# Ivica Mornar
Ivica Mornar (født 12. januar 1974 i Split, Jugoslavien) er en kroatisk tidligere fodboldspiller (angriber).
Mornar spillede 22 kampe og scorede ét mål for Kroatiens landshold i perioden 1994-2004. Han var med i den kroatiske trup til EM 2004 i Portugal, og spillede alle holdets tre kampe i turneringen.
På klubplan repræsenterede Mornar blandt andet Hajduk Split i hjemlandet, de belgiske storklubber Standard Liège og Anderlecht samt Portsmouth i England.